# Турангаліла-симфонія

«Турангаліла-симфонія» — диск Торонтського симфонічного оркестру під орудою Сейджи Одзаві

Турангаліла-симфонія (фр. Turangalîla Symphonie) — один з найпопулярніших творів французького композитора Олів'є Мессіана. Являє собою симфонію із сольними партіями фортепіано і хвиль Мартено. Твір має програму, пов'язану з індійською міфологією (у перекладі в санскриту її назва значить «Пісня любові»).

### Характеристика
Симфонія написана в 1946–1948 роках. Разом вокальним циклом «Яраві, пісні любові й смерті» (1945) і хоровими «п'ятьма переспівами» (1949) становлять триптих, натхненний, за словами композитора, легендою про Трістана і Ізольду. Всі три твори наділені соковитою чуттєвістю та екзотичним колоритом. Крім того, саме в той період творчість Олів'є Мессіана стикається з епатажно-кічевою естетикою, що, можливо, найбільше яскраво відбилося саме в музиці «Турангаліли».
Твір залишився єдиним зразком жанру симфонії у творчості композитора. Разом з тим, це один із найяскравіших зразків цього жанру в музичній культурі XX століття.
«Турангаліла-симфонія» — одна зі складніших творів світового оркестрового репертуару, що ставить досить високі вимоги до кожного оркестранта. Повна 10-частинна версія твору звучить майже півтори години.
Нестандартним є склад оркестру, для якого написана симфонія. Він включає солюючий електронний інструмент Хвилі Мартено, солююче фортепіано, а також розширену секцію ударних (розраховану на 8–11 виконавців).

### Назви частин
- 1. Introduction (Вступ)
- 2. Chant d'amour I (Пісня любові — 1)
- 3. Turangalila I (Турангаліла — 1)
- 4. Chant d'amour II (Пісня любові — 2)
- 5. Joie du sang des étoiles (радість, що походить від зірок)
- 6. Jardin du sommeil d'amour (Сад сну кохання)
- 7. Turangalila II (Турангаліла — 2)
- 8. Développement de l'amour (Розвиток любові)
- 9. Turangalila III (Турангаліла — 3)
- 10. Final (Фінал)

Уперше виконано в Бостоні під керуванням Леонарда Бернстайна. Партію солюючого фортепіано виконувала піаністка Івонн Лоріо.
Згодом твір увійшов у репертуар провідних оркестрів світу.

### Тематизм
Тематизм симфонії включає декілька лейттем, що з'являються упродовж всього циклу.
|  | «Тема статуї». Звучить у тромбонів і туби |

|  | «Тема квітів». Звучить у двох кларнетів. |

|  | Тема любві. Вона з'являється в різних варіантах, її величне звучання в оркестровому tutti завершує симфонія. |

|  | Послідовність акордів, на яких проходить контрапункт фортепіано і оркестру. |